# Nodopedalia

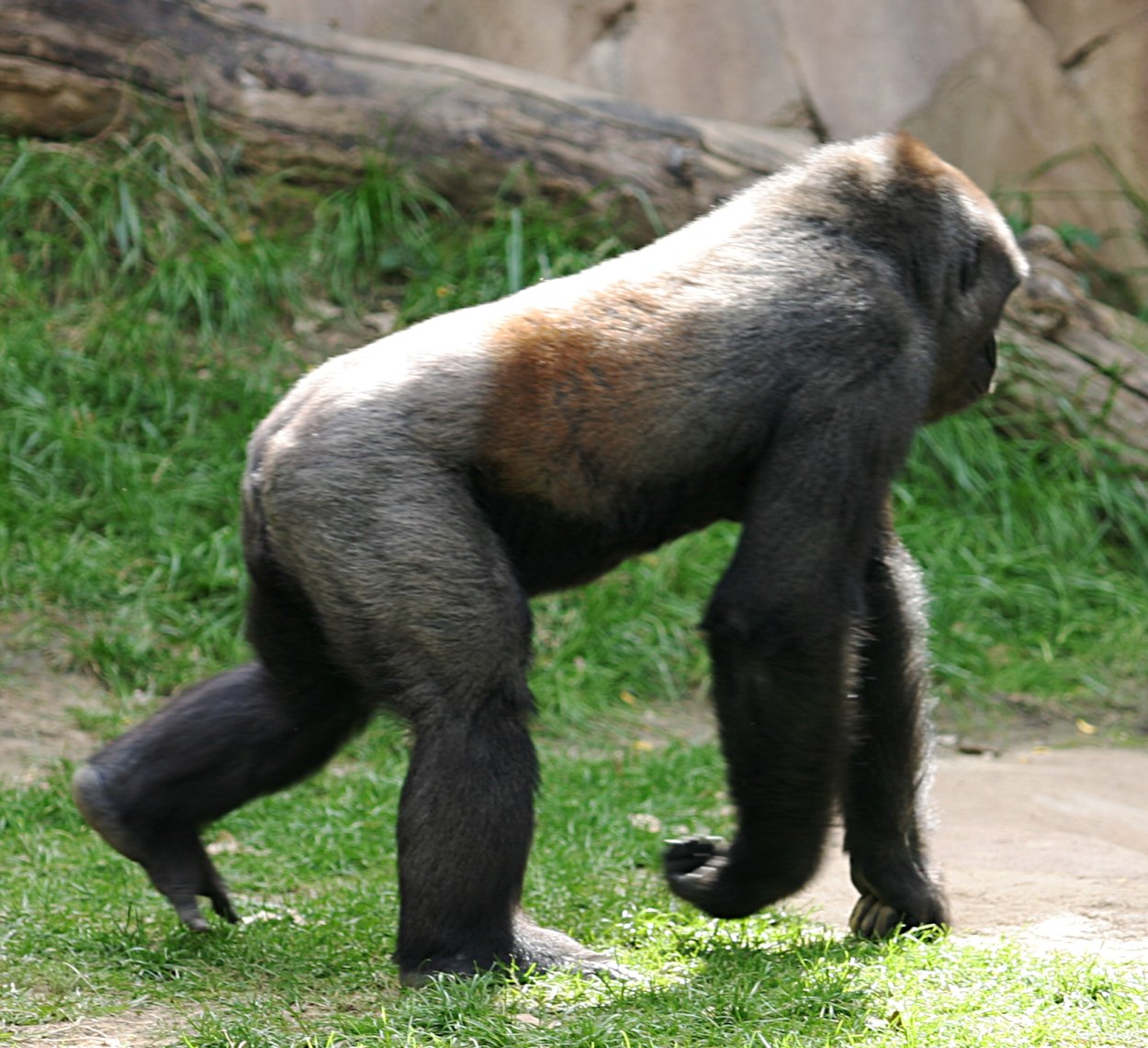
Um gorila se locomovendo.

A nodopedalia é uma forma de locomoção quadrúpede em que o animal utiliza os nós dos dedos dos membros anteriores para apoiar o peso do corpo.
Os gorilas e chimpanzés sãos os mais típicos exemplos desse tipo de locomoção, assim como o tamanduá-bandeira e o ornitorrinco.
Antropólogos já imaginaram que o ancestral comum entre humanos e chimpanzés utilizava de tal locomoção, e os humanos evoluíram da nodopedalia para a postura bípede.
Entretanto, essa visão foi mudada, principalmente com a descoberta do Ardipithecus ramidus, que provavelmente era bípede. Dessa forma, é provável que a nodopedalia do chimpanzé surgiu a partir de um ancestral bípede.